# Antos Kálmán
Antos Kálmán (Körmöcbánya, 1902. november 19. – New York, 1985. május 16.) zeneszerző, egyházkarnagy, orgonista, zenepedagógus.

## Élete
Első zenetanára apja, Antos Károly volt.
Zenei tanulmányait a budapesti Zeneakadémián (1922–1926) folytatta, ahol Antalffy-Zsiross Dezsőnél és Zalánffy Aladárnál orgonát, Siklós Albertnél zeneszerzést tanult. Ezt követően a Berlini Egyetem hallgatója lett (1926–1930).
1930–1944 között az újonnan felszentelt szegedi dóm orgonistája és karnagya volt, 1934–44-ben a szegedi városi zeneiskolában tanított elméletet. Hangversenyezett Prágában és Frankfurtban. 1944-ben Rómába költözött, ahol 1945–47-ig a falakon kívüli Szent Pál-bazilika orgonistája volt.
1947-ben a tengerentúlra távozott és letelepedett az USA-ban. 1956-ban diplomát szerzett a New York-i egyetemen. 1960-tól a Manhattanville College, a Church of St. Thomas More orgonistája és zenei vezetője volt.

## Érdekesség
Bay Zoltán és Szent-Györgyi Albert barátsága Antos Kálmán orgonamuzsikájának köszönhetően köttetett. Egy alkalommal mindkét tudós a szegedi Fogadalmi Templom karzatán hallgatta a neves orgonaművész játékát. A szünetben beszélgetésbe elegyedtek, bemutatkoztak egymásnak, s onnantól szoros szakmai-baráti kapcsolat fűzte össze őket.

## Főbb művei
- Concertino (orgonára, zenekarra, Budapest, 1926);
- Haláltánc (Budapest, 1937);
- Szent István-oratórium (Budapest, 1938);
- Szent Imre mise (férfikarra és orgonára);
- Missa XVII. poliphonia canonica;
- Missa facilis;
- Offertóriumok, graduálék;
- Magyar karácsonyi népének-feldolgozások;
- Kórusművek;
- cikkek Liszt Ferencről.